# Friedrich von Bodelschwingh den äldre

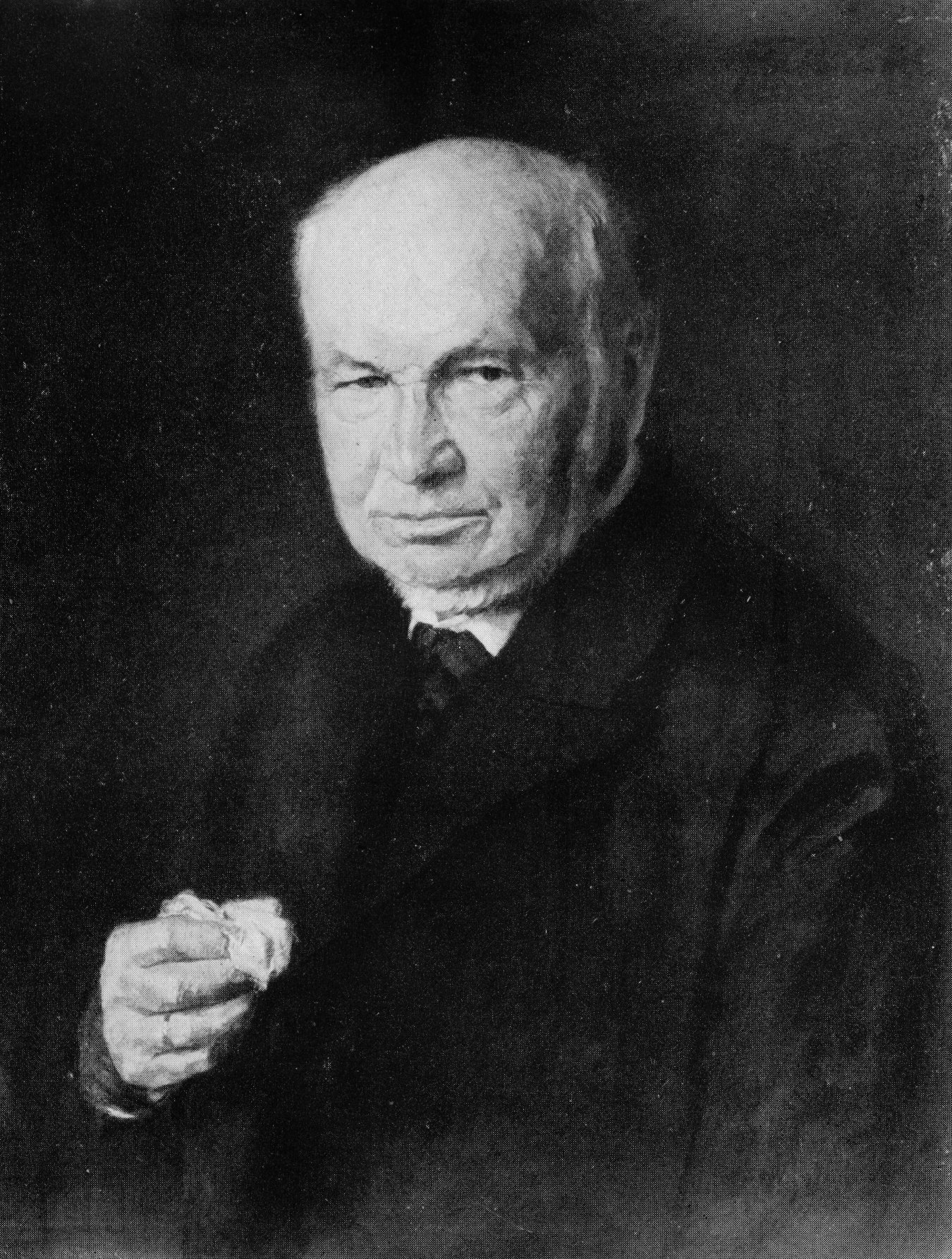
Friedrich von Bodelschwingh.

Friedrich Christian Carl von Bodelschwingh, född 6 mars 1831 i Tecklenburg, död 2 april 1910 i Gadderbaum, var en preussisk filantrop, son till Ernst von Bodelschwingh och far till Friedrich von Bodelschwingh den yngre. 
Bodelschwing ägade sig först åt lantbruk, i syfte att ta över faderns gods, men började sedan studera vid missionsinstitutet i Basel i syfte att gå ut som missionär. Han valde dock att i stället studera teologi vid universiteten i Erlangen och Berlin. 
År 1858 kom han som präst, till Paris för att verka i en nyupprättad församling i de tyska fattigkvarteren, och var sedan präst i Dellwig i Westfalen 1864–1872, varunder han dock som fältpräst deltog i 1864, 1866 och 1870–71 års krig. 
Från 1873 var Bodelschwingh själasörjare vid sjukvårdsanstalten Bethel för epileptiker, i Bielefeld, och arbetade ivrigt i den under hans ledning alltmer tillväxande sociala räddningsverksamhet, som stod i förbindelse med denna anstalt. År 1882 grundade han den första tyska "arbetarkolonin" (Wilhelmsdorf i Sende i närheten av Bielefeld).